# House (Novo México)
House é uma vila localizada no estado americano de Novo México, no Condado de Quay.

## Demografia
Segundo o censo americano de 2000, a sua população era de 72 habitantes.
Em 2006, foi estimada uma população de 63, um decréscimo de 9 (-12.5%).

## Geografia
De acordo com o United States Census Bureau tem uma área de 2,4 km², dos quais 2,4 km² cobertos por terra e 0,0 km² cobertos por água. House localiza-se a aproximadamente 1434 m acima do nível do mar.

## Localidades na vizinhança
O diagrama seguinte representa as localidades num raio de 60 km ao redor de House.